# La Sra. Tomasa
La Sra. Tomasa és un grup musical català. És compost per set músics i barreja sons i ritmes llatins, afrocubans, de boogaloo i altres ritmes calents barrejats, com la rumba, amb la música electrònica.
Els seus components, que van començar a funcionar i actuar com a grup el 2012, són Pau Lobo (veu), Santi Longarón (saxo), Marc Soto (bateria), Alberto Limiñana (baix), Jordi Sanz (guitarra), Kquimi Saigi (teclat) i Pablo Domínguez (percussió). El grup s'ha deixat sentir en festivals internacionals com el d'Eurosonic de Groningen, als Països Baixos.

## Història
La Senyora Tomasa neix a Barcelona l'any 2012. Fins llavors, tots els seus components havien estat artistes habituals de l'escena mestissa barcelonina.
L'antecedent més directe del grup és "Puro Vicio", un projecte musical de fusió ska, rock i reggae del qual formaven part Santiago Longarón, Marc Soto i Pau Lobo. La dissolució del projecte, portaria als tres músics a buscar alternatives, que es materialitzarien en el primer disc de La Sra. Tomasa, Corazón, bombo i son, per al que van comptar amb l'assessorament de Gerard Casajús, percussionista de La Kinky Beat i Radio Bemba.
Des de 2012 fins a 2014, any de publicació del disc, el grup no va oferir concerts. La seva activitat es va centrar, exclusivament, en la recerca d'un so per al nou projecte. Durant el procés, també s'unirien a la banda Pablo Domínguez, Jordi Sanz i Gerard Williams. L'últim músic en afegir-se a la formació seria Alberto Limiñana, just abans d'iniciar la primera gira del grup.

### Corazón, bombo y son
El nom del grup prové de l'èxit que va obtenir el primer tema que van cantar, batejat així, i que van incloure en el seu primer disc el 2014, Corazón, combo y son.
Amb el seu primer disc, La Sra. Tomasa va realitzar múltiples gires, amb una durada de tres anys, que van portar al grup a recórrer la península i part d'Europa, amb Londres com a punt de partida. Entre els escenaris que va trepitjar la formació en aquest període es troben els de l'Arenald Sound o el Viña Rock en l'àmbit nacional, i els dels festivals holandesos Lowlands o Eurosonic al internacional.

### Nuestra clave
Des de 2015 fins al 2017, la banda va compaginar els escenaris amb la composició i gravació del seu segon àlbum d'estudi: Nuestra clave. Un treball amb deu cançons que comptaria amb Genis Trani en la coproducció i Rapsusklei, Kabaka Pyramid, Niño Maldito i Gloria Boateng en les col·laboracions musicals. Durant la primera gira del disc, el grup oferiria més de 200 concerts i trepitjaria vuit països diferents.

### Live Sessions
Després de "Nuestra Clave", la Sra. Tomasa va començar a generar versions alternatives d'algunes cançons del disc, les quals van ser enregistrades en viu i van comptar amb noves col·laboracions. Finalment, es van produir nou temes que van ser recopilats sota l'epígraf Live Sessions. Durant dos anys consecutius, 2018 i 2019, la banda va oferir diversos concerts en directe amb tots ells i amb els nous col·laboradors. Entre ells, Adala, Sr. Wilson, Desiree Diouf, Ahyvin Bruno o músics de Txarango, Doctor Prats i Buhos. L'espectacle, exclusiu a Barcelona, es desenvolupava en un escenari sense altura i amb els laterals oberts, de manera que el públic rodegés al grup.

### Alegre pero peligroso
Al febrer de 2020, la banda barcelonina va publicar el seu últim àlbum d'estudi: Alegre pero peligroso. Un treball que inclou nou cançons i dos interludis i que compta amb les col·laboracions del raper canari Bejo, la belga Coely i el ghanès Stonebwoy.

## Estil musical
La Sra. Tomasa funciona com una big band que combina multitud de gèneres llatins amb música electrònica. L'estil del grup queda definit per la fusió de cadències llatines, afrocubanes, boogaloo, salsa, timba, guaguancó o txa-txa-txa amb bases electròniques, procedents del drum and bass, el dubstep o el house. Així mateix, en el seu darrer treball, "Alegre pero peligroso", el grup introdueix sons més urbans, atorgant un gran protagonisme al trap.

### Influències
Gran part de les bandes que influeixen La Sra. Tomasa pertanyen a l'escena mestissa francesa. Entre elles, destaquen Deluxe, Caravan Palace, Sergent García o P18. Aquesta última va ser una de les principals referències durant els primers anys del grup, que volia aconseguir una sonoritat similar a la que ja oferia el grup franco-cubà a finals dels anys 90.
Dins el territori nacional, destaquen La Kinky Beat o Ojos de Brujo, que marcaria l'adolescència de bona part del grup. De manera específica, la banda s'ha impregat del sons llatins de grups com Havaba D'Primera, Calle Real o Spanish Harlem Orchestra i d'artistes com Alfredo Linares, Celia Cruz, Rubén Blades, Pete Rodríguez o Ismael Rivera. En l'apartat electrònic, de productors com Diplo, Tennyson, Rudimental o Netsky.

## Discografia
- Corazón, bombo y son (2014)
- Nuestra clave (2017)
- Alegre pero peligroso (2020)[5][16][8]